# Strada statale 138 delle Bocche di Cattaro
La ex strada statale 138 delle Bocche di Cattaro (SS 138), ora parte della D8 Adriatica in Croazia e parte della M-2 e della R-22 in Montenegro, era una strada statale italiana che attraversava la provincia di Cattaro da nord-ovest a sud-est.

## Percorso

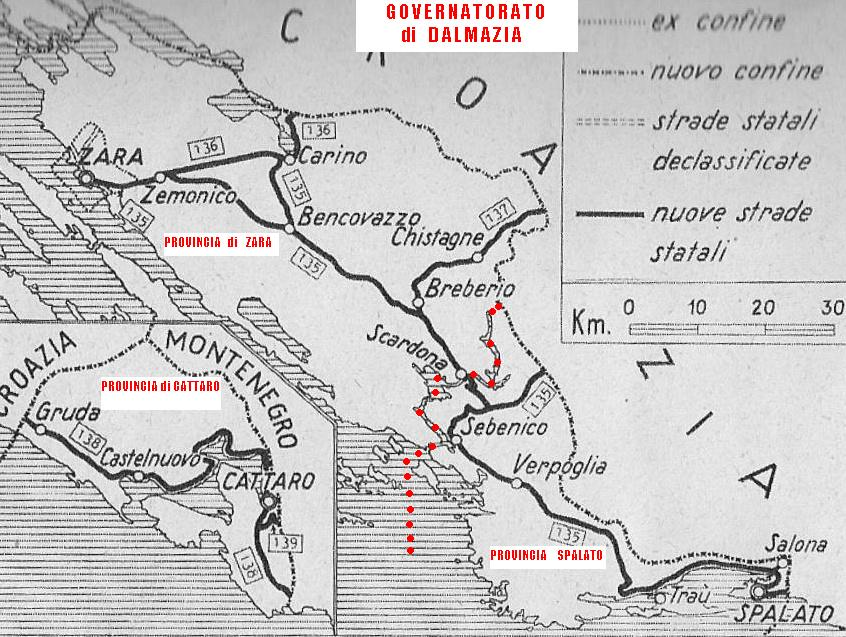
Rete stradale statale nel Governatorato della Dalmazia.

La strada aveva origine al confine con lo Stato Indipendente di Croazia, posto qualche chilometro a nord-ovest di Gruda, territorio attualmente appartenente alla Croazia. La strada, che correva a circa un chilometro di distanza dalla costa, raggiungeva la stessa Gruda, il centro abitato di Sutorina prima di raggiungere la costa stessa all'ingresso delle Bocche di Cattaro.
La strada inizia quindi a costeggiare le Bocche stesse, fungendo in pratica da litoranea e attraversando tutti i centri abitati che insistono su di esse, ovvero nell'ordine Castelnuovo, Risano, Perasto, Dobroto ed infine Cattaro.
Da qui la strada prosegue in direzione sud abbandonando la costa, raggiungendo il bivio Trinità dove si distaccava la strada statale 139 del Lovćen che proseguiva in direzione dell'omonimo monte verso est. Il percorso procede sempre verso sud, fino a raggiungere Lastua di Zuppa ed infine terminare presso il confine con il Regno del Montenegro, non lontano da Budua.

## Storia
Ad un anno dalla creazione della Provincia di Cattaro, la strada venne istituita con il regio decreto 392 del 2 marzo 1942 con il quale veniva effettuata una riorganizzazione del sistema stradale nei territori di nuova acquisizione.
La gestione, affidata all'A.A.S.S., durò fino al 1943 quando, a seguito dell'armistizio di Cassibile, lo Stato indipendente di Croazia occupò i territori dalmati e le Bocche di Cattaro passarono direttamente sotto il controllo militare tedesco.